# Woodland (Durham)
Woodland – wieś i civil parish w Anglii, w hrabstwie Durham. Leży 26 km na południowy zachód od miasta Durham i 367 km na północ od Londynu. W 2011 roku civil parish liczyła 234 mieszkańców.